# Parete est del Monte Rosa

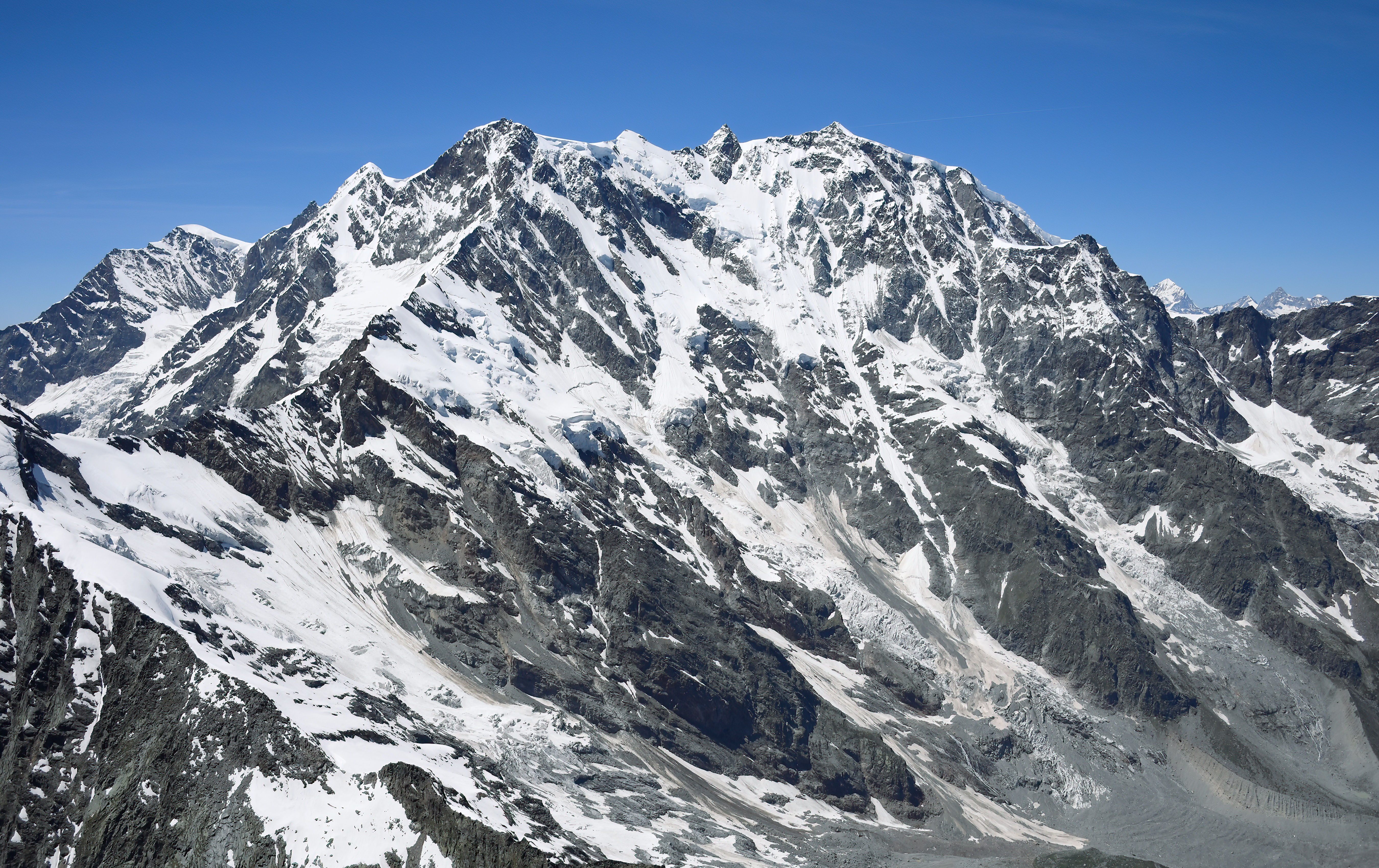
La parete est del Monte Rosa

La parete est del Monte Rosa è la parete più alta delle Alpi, per geomorfologia l'unica di tipo himalayano presente in questa catena montuosa, costituendo assieme alla parete valsesiana del Monte Rosa il versante piemontese del gruppo, contrapposto a quello sud-occidentale valdostano e a quello nord svizzero: misura 2.600 m di dislivello per una larghezza complessiva di quasi 4 km e si trova nel territorio del comune di Macugnaga, alla testata della Valle Anzasca, in provincia del Verbano-Cusio-Ossola, in Piemonte; dal paese se ne può scorgere un'ampia sezione, particolarmente impressionante per la vastità delle dimensioni e la distanza ravvicinata.

## Morfologia

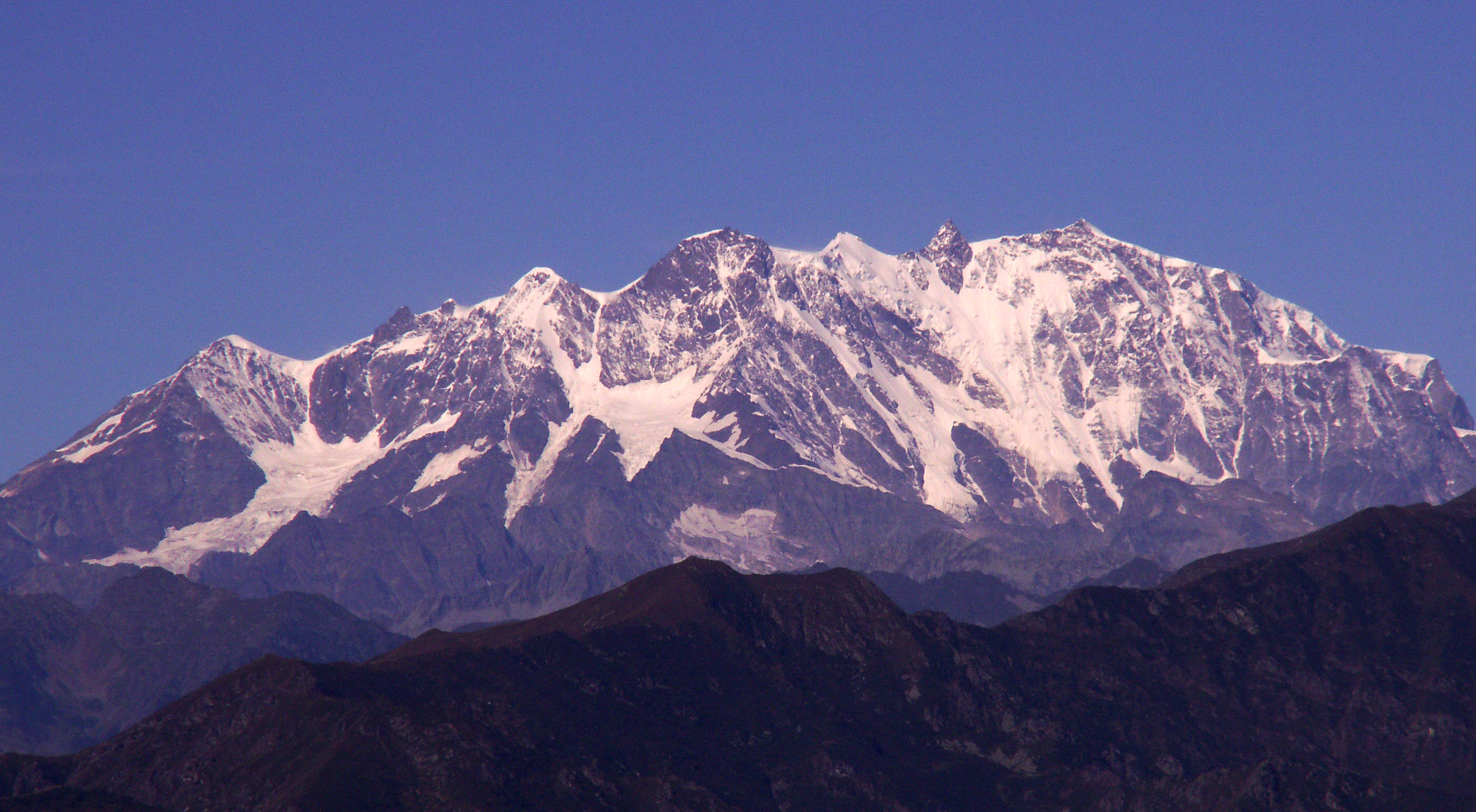
La parete sud-est, valsesiana, a sinistra, e la parete est, di Macugnaga, a destra, separate al centro dalla cresta Signal

La parete est è sovrastata dalle quattro più alte vette del Monte Rosa, da sud verso nord:
- Punta Gnifetti (4.559 m)
- Punta Zumstein (4.563 m)
- Punta Dufour (4.638 m, vetta del Rosa)
- Punta Nordend (4.612 m)

Costituita da pareti rocciose, seracchi e ripidi pendii di neve, è delimitata a sud dalla cresta Signal e a nord dalla cresta di Santa Caterina e solcata da tre creste rocciose, da sud verso nord:
- il crestone Zapparoli, intitolato a Ettore Zapparoli (morto probabilmente su questo sperone nel 1951)
- il crestone Imseng, in ricordo di Ferdinand Imseng morto nei pressi nel 1886
- il crestone Marinelli, nella parte bassa delle parete, costituito da placche di roccia che affiancano la prima parte del canalone Marinelli

Tra il crestone Imseng e il Marinelli si trova il canalone Marinelli, in ricordo di Damiano Marinelli che scomparve nei pressi insieme a Imseng.
Della parete fanno parte il ghiacciaio del Monte Rosa, il ghiacciaio del Signal e ghiacciaio del Belvedere. La parete è stata interessata da fenomeni franosi, in particolare tra il 1997 e il 2001 e dal distacco di seracchi, uno dei più famosi avvenuto il 25 agosto 2005.

## Storia alpinistica

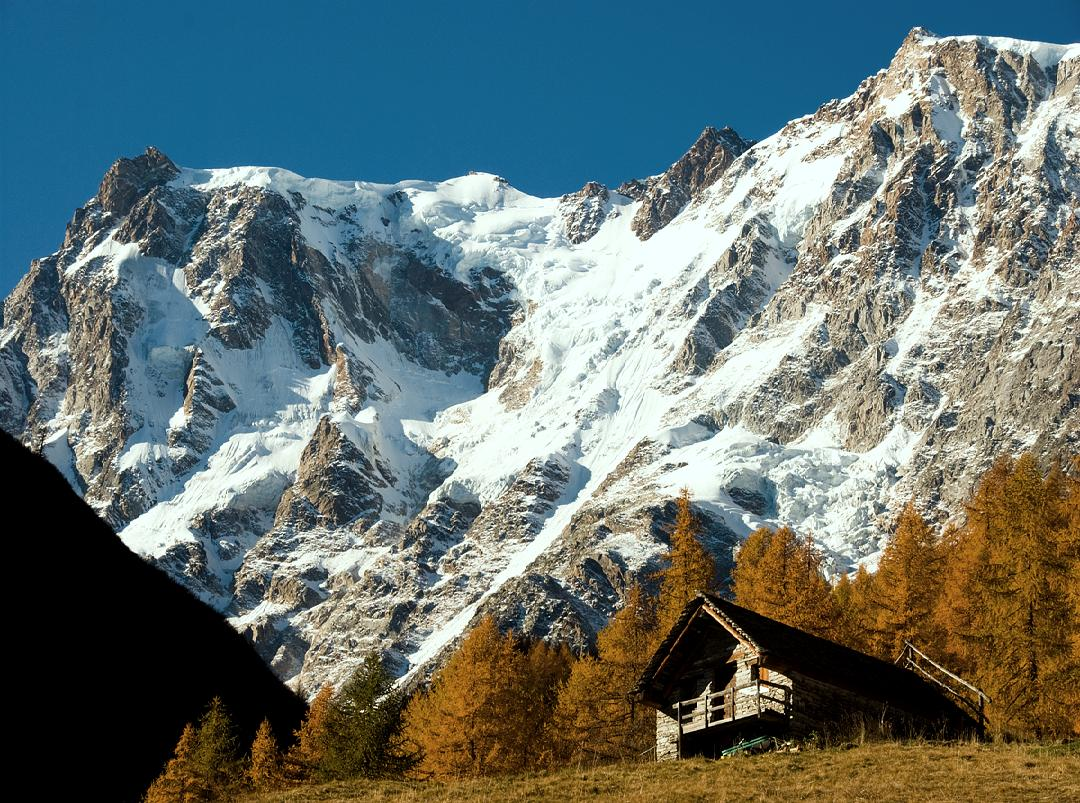
Vista ravvicinata della parete est

### I primi tentativi e la prima salita
Le prime esplorazioni della parete furono da parte di scienziati-alpinisti. Nel 1782 un certo Bortolozzi di Firenze aveva cercato di compiere qualche salita da Macugnaga spinto soprattutto dal desiderio di misurare le altezze delle cime più elevate del Piemonte.
Di questi tentativi ne aveva parlato con il grande Horace-Bénédict de Saussure, che nel 1783 si recò anch'egli a Macugnaga per studiare la parete Est del Rosa. 
Dopo giorni di appostamento in Val Pedriola (dove oggi sorgono i rifugi Zamboni-Zappa), De Saussure decide che la parete è troppo difficile per poter tentare l'impresa e rinuncia. La storia alpinistica sulla parete est comincia nel 1787 quando il torinese Carlo Lodovico Morozzo Della Rocca si reca a Macugnaga sia per studi scientifici e geografici, sia per tentare la salita alla parete. Si fermerà di fronte alle prime difficoltà a circa 2900 metri di quota lungo il crestone Marinelli.
Altri tentativi si susseguono, finché il 22 luglio del 1872,
i britannici William Martin Pendlebury, il fratello Richard Pendlebury e Charles Taylor, la guida italiana Giovanni Oberto, la guida svizzera Ferdinand Imseng e la guida austriaca Gabriel Spechtenhauser riescono nell'impresa, raggiungendo la Punta Dufour dalla parete di Macugnaga lungo il canalone Marinelli.
Nel luglio 1876 viene salita per la prima volta la Punta Nordend (4.612 m), la seconda cima del massiccio, da parte di Luigi Brioschi, Ferdinand e Abraham Imseng. Questa via è tecnicamente più difficile di quella alla Punta Dufour, anche se relativamente più sicura, e per l'anno l'impresa fu davvero eccezionale.

### La tragedia Marinelli

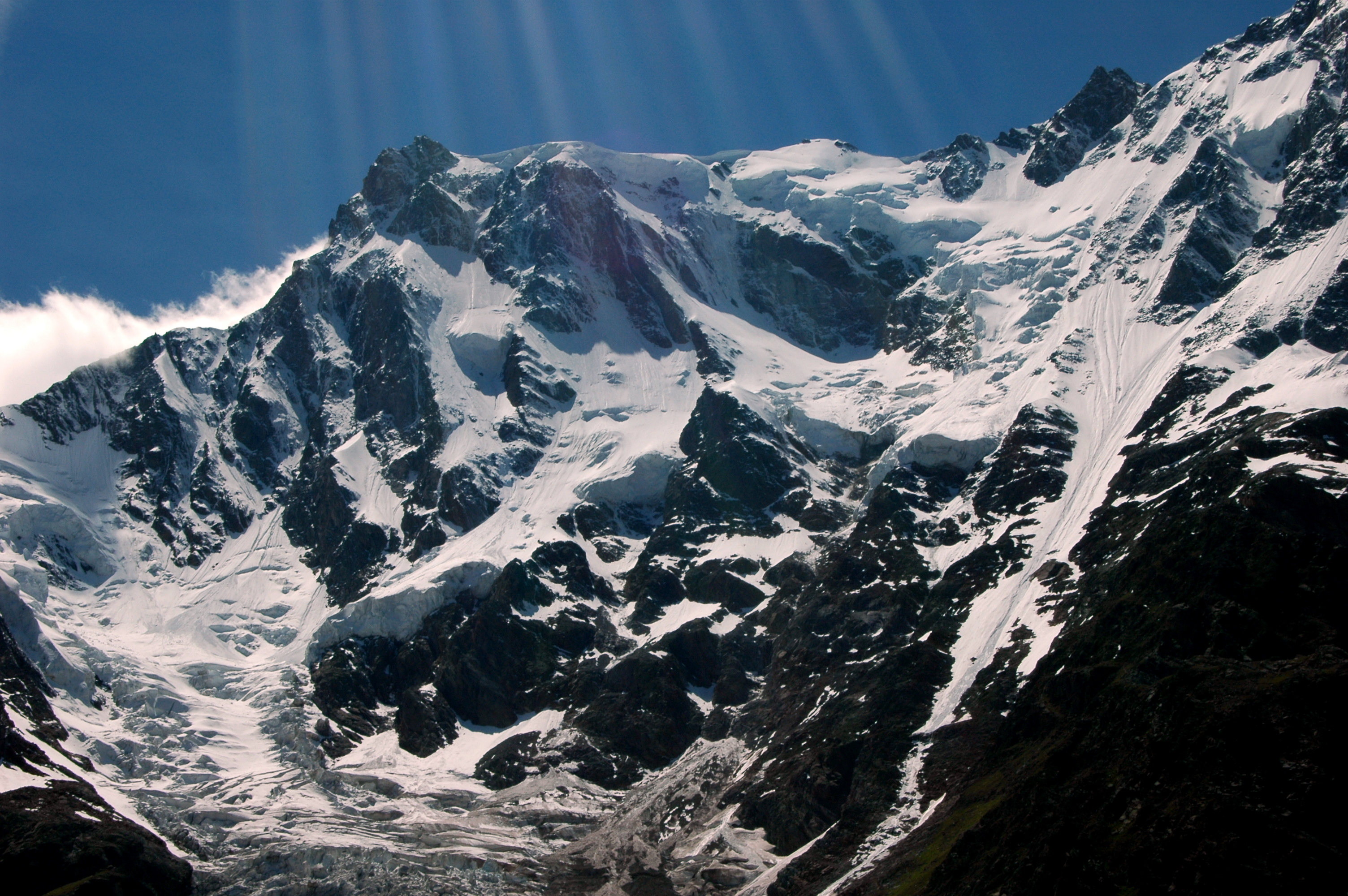
Monte Rosa: la Est e sulla destra il famoso e famigerato Canalone Marinelli, sul quale scomparve, travolto da un'enorme valanga, Damiano Marinelli

L'8 agosto 1881 perdono la vita tre alpinisti: Damiano Marinelli e le guide Ferdinand Imseng e Battista Pedranzini rimangono uccise per la caduta di una valanga. Unico superstite il portatore Alessandro Corsi che scende a dare l'allarme a Macugnaga. Il clamore che provocò questa tragedia contribuì ad alimentare la fama di parete delle valanghe che non abbandonò più la parete est della montagna.

### Matthias Zurbriggen
Il 3 settembre 1893, Guido Rey e Luigi Vaccarone con le guide Matthias Zurbriggen, Luigi Burgener e Casimiro Therisod, tutti tra i più grandi alpinisti del tempo, aprono una nuova via che segue l'itinerario classico della Dufour per poi traversare fino al Colle Gnifetti. 
Una settimana più tardi, il 10 settembre, Matthias Zurbriggen, Carlo Restelli e Luigi Burgener aprono una nuova via sulla est della Nordend (via Restelli), a sinistra della Brioschi.
Nel 1906 Josef Lochmatter e Franz Lochmatter di Sankt Niklaus del Canton Vallese insieme a Valentine John Eustace Ryan salgono per la prima volta la cresta di Santa Caterina, considerata una delle ascensioni più difficili di quel tempo.

### Primi del 900, anni di sciagure: Antonio Castelnuovo e Casimiro Bich

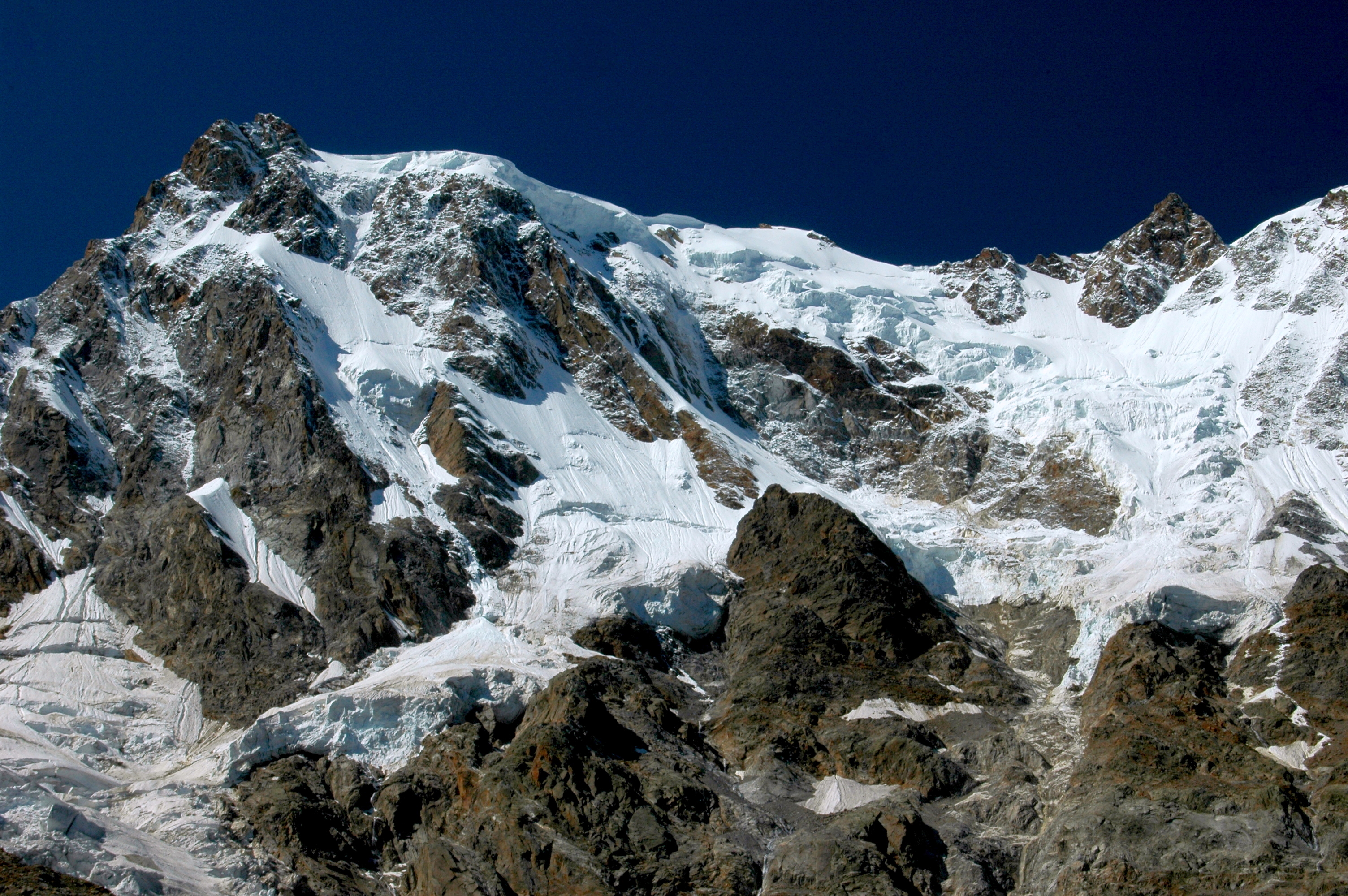
Monte Rosa, parete Est, la più alta delle Alpi. A sin. la Punta Gnifetti m.4559, al centro la P.Zumstein m.4563, a destra la cima del Monte Rosa, la P.Dufour m.4638; al centro il crestone Zapparoli

Il 15 agosto 1909 tre alpinisti milanesi Antonio Castelnuovo, Guglielmo Bompadre e Pietro Sommaruga, dei quali Castelnuovo era il più esperto, dopo la necessaria preparazione tentano la est della Nordend senza l'aiuto delle guide. Dopo un bivacco in parete il 16 di agosto la cordata inizia la parte alta della parete quando il cattivo tempo incomincia ad imperversare e i tre sono dati per dispersi. Furono mandati dei soccorsi ma nonostante le lunghe ricerche i corpi non sono mai stati trovati.
Un altro incidente mortale si verifica nell'agosto 1925. Le guide Amato e Casimiro Bich stanno portando in salvo tre clienti alla Capanna Regina Margherita quando Casimiro cade nel vuoto spinto dalla tormenta. Il corpo è stato ritrovato solo 46 anni dopo restituito dal ghiacciaio molto più in basso. Sulla vicenda nel 2011 si è tenuta una conferenza 
ad Antey-Saint-André dal titolo "Ghermito dal rosa".
Nel 1925 si inaugura anche il rifugio Zamboni primo dei due rifugi conosciuti oggi come Rifugio Zamboni-Zappa (l'altro verrà edificato nel 1955 e collegato al primo attraverso un corridoio coperto). Il Zamboni-Zappa si trova a 2.070 metri ed è proprio sotto la parete est del Monte Rosa. Lo si raggiunge con una camminata di 45 minuti dall'arrivo della seggiovia del Belvedere.

### La via dei Francesi
Gli anni trenta sono gli anni d'oro dell'alpinismo sulla parete est. Il 16 e 17 luglio 1931 i francesi Lucien Devies e Jacques Lagarde salgono per la prima volta la parete est della Punta Gnifetti aprendo la via dei Francesi. La via è estremamente lunga, 1800 metri di dislivello dal bivacco sul ghiacciaio del Signal di arrampicata su ghiaccio nella parte bassa e misto nel tratto superiore con pendenze fino a 60 gradi e rappresenta una tappa importante nell'evoluzione dell'alpinismo moderno.
La prima invernale della via dei Francesi fu realizzata nel febbraio 1965 dalle guide ossolane Armando Chiò e Donino Vanini, la prima solitaria da Alessandro Gogna nel 1969, mentre la prima e unica discesa con gli sci da Stefano De Benedetti nel 1979.

### Le salite in solitaria di Ettore Zapparoli

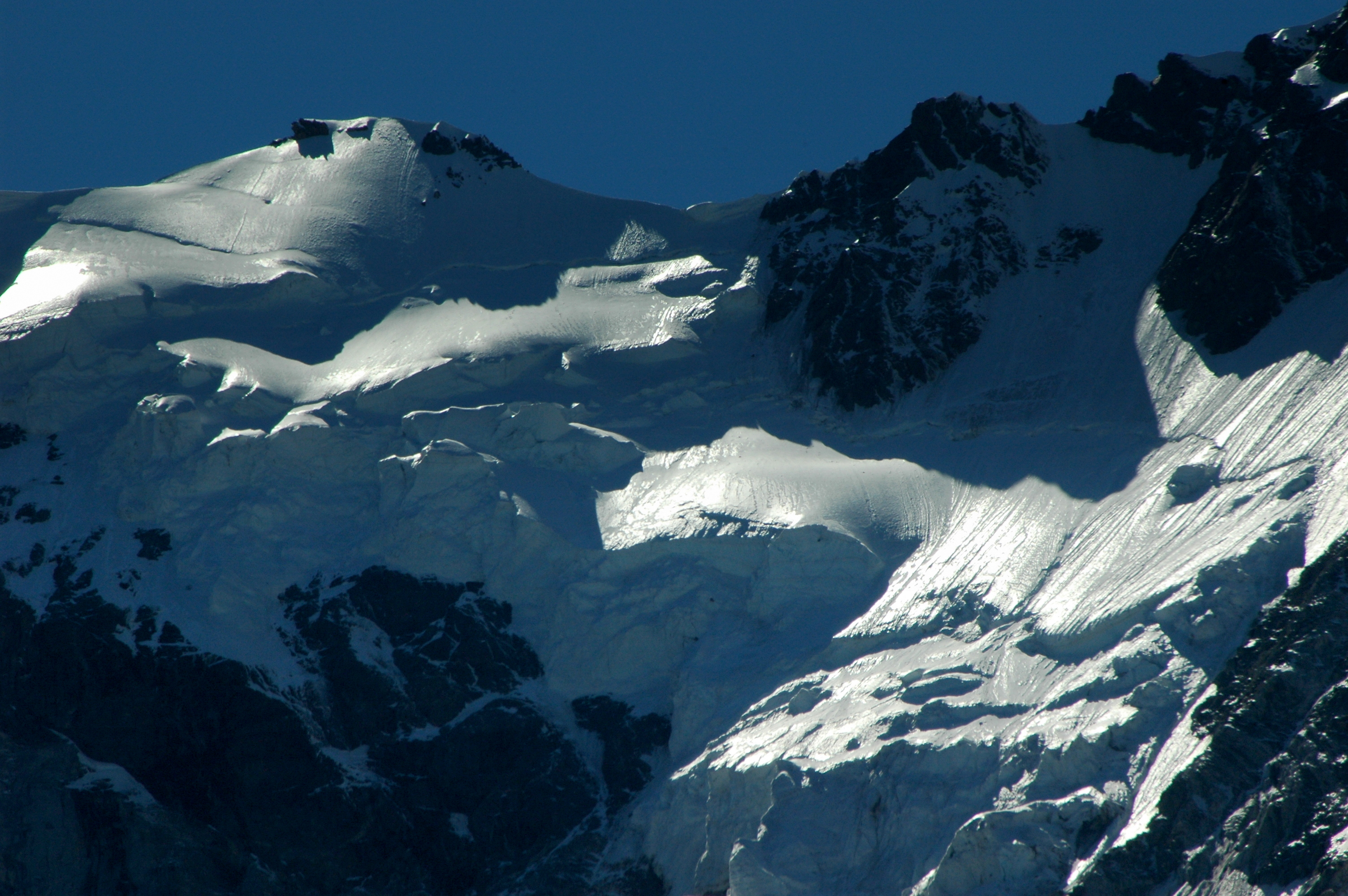
Monte Rosa, parete Est: la P.Zumstein m.4563 con i seracchi sospesi, uno tra i punti più pericolosi delle Alpi; nei pressi scomparve il grande Ettore Zapparoli

Negli anni trenta fa la sua comparsa sulla parete est Ettore Zapparoli, nato a Mantova, milanese d'adozione, amico di Dino Buzzati e Guido Rey, musicista e scrittore oltre che alpinista.
Le ascensioni di Zapparoli in solitaria sulla parete est:
- 1934: apre una via direttissima al colle Gnifetti
- 1937, 20-21 agosto: apre la via "Cresta del Poeta" sulla est della Nordend, dedicata all'amico Guido Rey scomparso nel 1935[16]
- 1948, 17-18 settembre: apre la via "Canalone della solitudine" sulla est della Nordend, di lato alla Cresta del Poeta, tuttavia questa salita è controversa.

Il 18 agosto 1951 scompare sulla parete in un tentativo di ascensione della punta Zumstein, sull'ancora inviolato versante est. Sembra che Zapparoli avesse avuto un presentimento dell'incidente tanto che prima della partenza disse "vado a morire sul Rosa". Il corpo non fu ritrovato.
Solo nel 2007, 56 anni dopo, sono riemersi dal ghiacciaio alcuni reperti che sono stati attribuiti a Zapparoli dall'esame del DNA.

### Dal dopoguerra agli anni '70
Nel 1955 Hermann Buhl sale in solitaria il colle fra la punta Dufour e Nordend, detto 
Silbersattel. L'anno successivo Kurt Diemberger apre una variante alla via dei Francesi, detta variante Diemberger. Il 27 e 28 luglio 1958 Chiaffredo Del Custode e da Stefano Zani salgono la Zumstein, l'ultima parete est ancora da realizzare. La via è una linea diretta a parte nella zona delle rocce chiamate l'"occhio della Zumstein" che i due alpinisti aggirano sulla destra data la sua pericolosità.
Negli anni sessanta vengono realizzate le prime invernali alle principali vie sulla parete est. Tra queste ebbe particolare rilievo la prima invernale della via dei Francesi effettuata dalle guide alpine Armando Chiò e Donino Vanini il 25, 26 e 27 febbraio 1965. L'ascensione fu molto impegnativa per condizioni meteorologiche (bivacco a -40 gradi) e questo causò il congelamento delle dita dei piedi e la successiva amputazione ad Armando Chiò.
Sempre la via dei Francesi è salita invece per la prima volta in solitaria da Alessandro Gogna nel 1969.
Il 5 e 6 agosto 1972, cento anni dopo la prima ascensione della parete est, Paolo Borghi e Ambrogio Cremonesi aprono una nuova via sulla est della punta Gnifetti. La via è chiamata via del Centenario ed è una via direttissima con grado di difficoltà ED e VI grado su roccia.

### Le imprese recenti

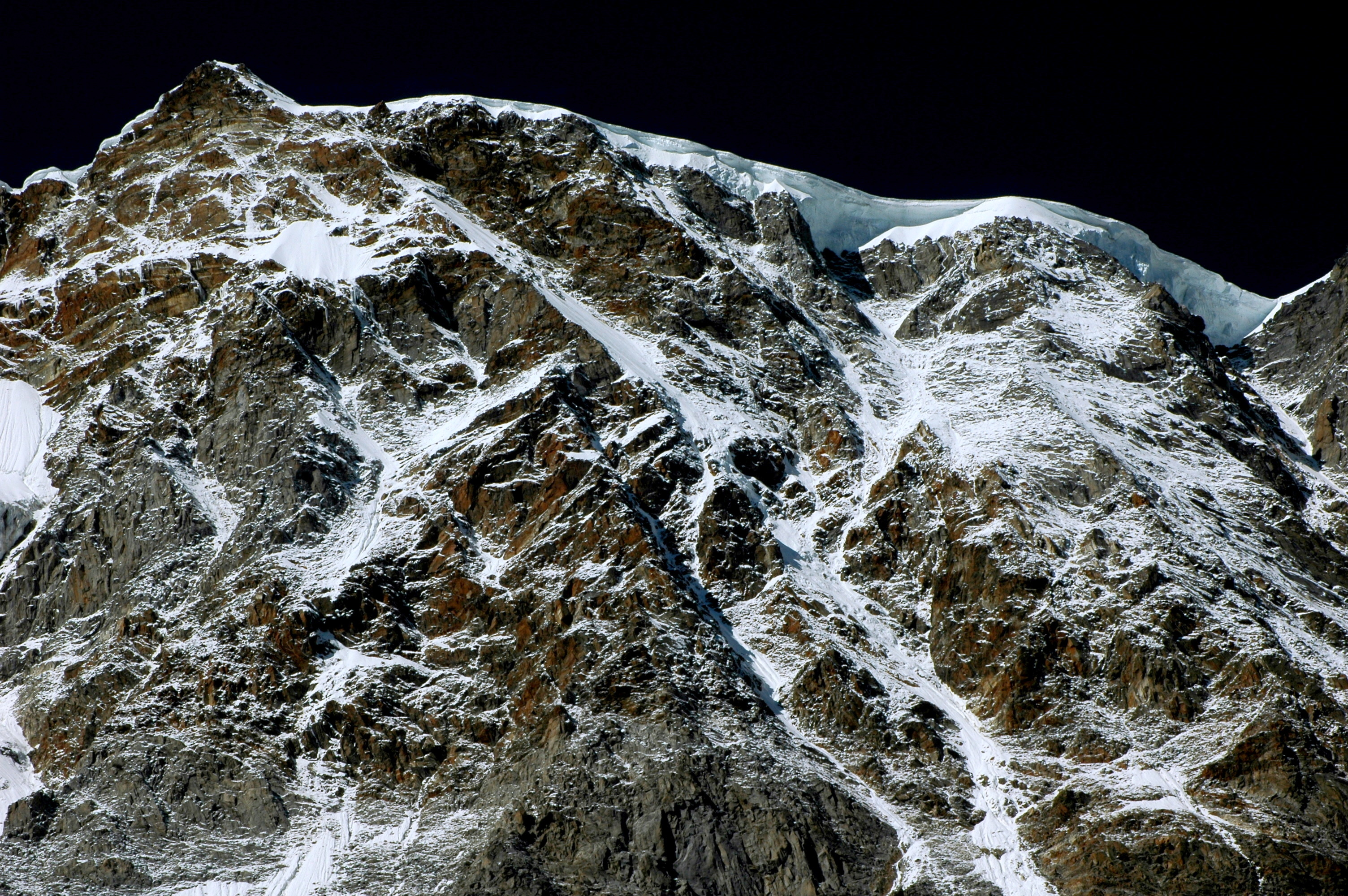
Monte Rosa, parete Est: Nordend m.4612 con il canale sinuoso al centro

Negli anni ottanta e novanta sono protagonisti della parete est l'alpinista francese Patrick Gabarrou e lo sloveno Bojan Pockar con numerose nuove salite, soprattutto sulla punta Gnifetti.
- luglio 1984: "Shroud Directissima" alla punta Nordend, Patrick Gabarrou e Christophe Viard
- 1990 14-15 luglio: "Gringo" alla punta Gnifetti, Vanja Furlan e Bojan Pockar, 1250 m ED-
- 1992 7-8 marzo: "No Pasaran" alla punta Gnifetti, Matjaž Jamnik e Bojan Pockar, 1250 m ED
- 1993 27-28 giugno: "Via diretta Slovena" alla punta Gnifetti, Matjaž Jamnik e Bojan Pockar, 1250 m ED+
- 1994 29-30 marzo: "Dies Irae" alla punta Gnifetti, Patrick Gabarrou e Ferran Latorre, 1250 m TD-
- 1998 7-9 agosto: "Directe pour Tobias" alla punta Gnifetti, Patrick Gabarrou e Christophe Ducros, 1250 m ED+